# 広瀬川 (福島県)
広瀬川（ひろせがわ）は、福島県伊達郡川俣町および伊達市を流れる一級河川。阿武隈川水系の支流である。

## 流路
福島県伊達郡川俣町大綱木の口太山付近に源を発し北へ流れ、伊達市の月舘・霊山地域を経て、同市梁川町八幡付近で阿武隈川に合流する。
広瀬橋下の河川敷は、親水公園が整備され散歩などの憩いの場やイベントでの屋外ステージとして活用されている。

## 主な支流
- 塩野川
- 法霊川
- 小国川
- 祓川
  - 大石川
- 石田川
- 布川
- 糠田川
- 三百川
- 田代川
- 高根川

## 主な橋梁
下流より記載
- 広瀬大橋（国道349号梁川バイパス）
- 広瀬橋（国道349号）
- 七窪橋
  - 全長：25.8m
  - 幅員：4.0m
  - 形式：単純PCポステン中空床版橋
  - 竣工：1996年

川俣町壁沢から七窪に跨り、川俣町道七窪団地線を通す。

## 歴史
広瀬川の川の名の由来は、広瀬川と阿武隈川の合流点に広い瀬ができていることによると伝えられる。
古来より氾濫が多く、伊達市梁川市街地（梁川城下）に建設された広瀬橋は江戸時代初期より何度となく氾濫で流失している。近年では1986年（昭和61年）8月5日の台風による水害（通称8・5水害）で堤防が決壊し、梁川市街域が広く水没した。
宮城県仙台市に同名の川がある。伊達郡（伊達郡の一部は現在伊達市となっている）が仙台藩伊達氏の父祖伝来の地であることから、1600年（慶長5年）に仙台に移った伊達氏が父祖の地を懐かしんで仙台の川に広瀬川と命名したという伝承がある。ただ、仙台の広瀬川の初見は鎌倉時代の吾妻鏡にあり、伊達氏の仙台入りより古いので、これは伝承の誤りである。

## パレオパラドキシアの発掘
1984年（昭和59年）8月21日、伊達市梁川町の広瀬川河床の梁川層で、約1500～1600万年前のほ乳類パレオパラドキシアの化石が発見された。1984年の夏は旱魃の被害があって広瀬川も流量が極端に減少し、その結果、化石の発見となった。完全なパレオパラドキシアの骨格は世界でも4例目だった。
この発見にちなんで、梁川町商店街の広瀬川河岸には、2006年（平成18年）9月までヨークベニマルを中心とした「パレオ」というショッピングモールがあった。

## イベント

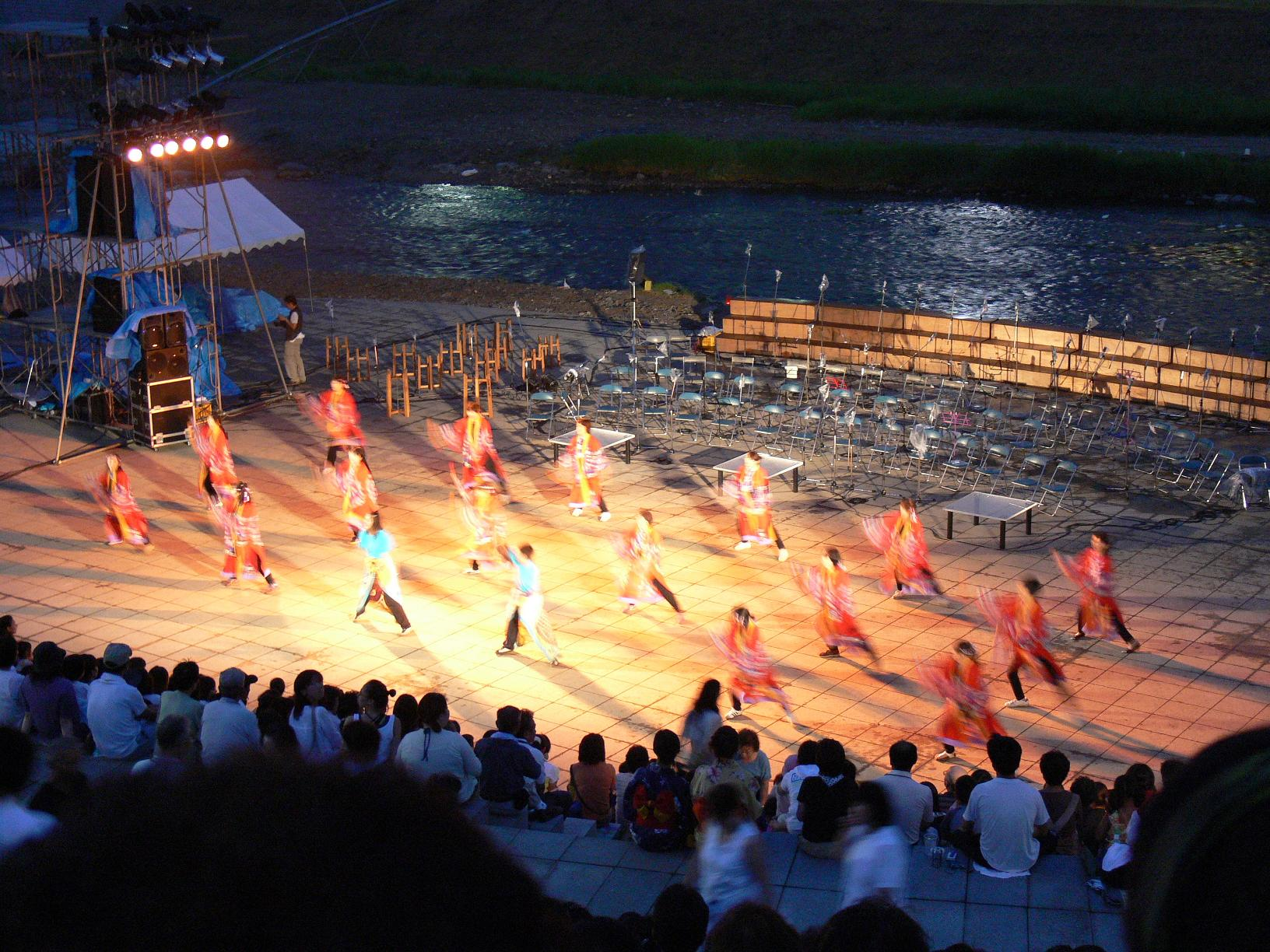
やながわふる里祭り2006のよさこいコンテスト

広瀬川下流にある広瀬橋は、伊達市梁川地域の中心集落にあり、ヨークベニマル、伊達市立梁川美術館等の施設も近く、商店街の中心になっている。毎年8月15日ごろには、鯉のつかみ取り大会や灯籠流し、広瀬橋のあるメインストリートを梁川踊りで練り歩く「やながわふる里まつり」が開催される。広瀬橋下の河川敷の野外ステージでは、オラトリオのコンサート、よさこいコンテストが開催される。